# Филски поход
Филски устанак или Филска кампања назив је за краткотрајни устанак против власти Тридесеторице тирана у Атини по окончању Пелопонеског рата (404/403. п. н. е.). Завршен је победом демократа предвођених Трасибулом и обновом демократског државног уређења у Атини.

## Увод
Пораз Атине у Пелопонеском рату довео је до промене државног уређења овог полиса. Лисандар није могао трпети демократски устав ни у Атини ни у било којој другој грчкој држави. Због тога је прихватио Тераменов предлог да се управа подели тридесеторици тирана. Нову владу подржавали су и олигарси из 411. године п. н. е. Већина тирана припадала је екстремним олигарсима на чијем челу се налазио Критија. Комитет Тридесеторице сачињавало је 10 грађана које је именовао Терамен, десет људи које су одабрали екстремни олигарси и десет тирана изабраних под притиском Лисандра. Њихов задатак био је састављање збирке закона у патријахалном духу. На челу извршне власти стајао је 21 човек — једанаест у граду и 10 у Пиреју. Извршни апарат представљали су 300 батинаша. У Атини 404. и 403. године п. н. е. само је 3000 људи сачувало политичка права.
Главно обележје периода Тридесеторице тирана јесте масовни терор над демократама. Током 8 месеци своје владавине, тирани су погубили најмање 1500 људи. Многи Атињани су емигрирали у суседне полисе. Трасибул је са својом групом емигрирао у Тебу. Терором су најјаче погођени богати слојеви становништва чија је имовина конфискована и углавном подељена међу тиранима.
Тирани су донели закон о одузимању судских гаранција свим грађанима сем 3000 пуноправних. То је значило да је сваки други грађанин могао бити убијен без суда. Тирани су у Атини држали спартански гарнизон од 700 људи. Појачан терор заплашио је Терамена који прелази у опозицију Критији. То га је коштало живота. Погубљен је одлуком Тирана. Терор се потом проширио и на умерене олигархе.

## Почетак устанка
Бивши стратег Трасибул емигрирао је у Тебу током доласка тирана са власти. Тамо је окупио 70 изгнаника и освојио Филу, утврђено место у близини Декелеје. Тирани покренуше војску од 3000 људи на Трасибула. У бици испред Филе су одбијени, па су се вратили у Атину и послали спартански гарнизон на устанике. Трасибулов одред већ је бројао 700 људи. Изненадним нападом, Трасибул растури спартанску војску и потом се упути ка Пиреју. Тамо му се придружило мноштво метека.

## Пораз тирана
Тирани се уплашише јачања устаника (њихов број нарастао је преко 1000), па одлучише да себи обезбеде уточиште. Пописали су целокупно становништво Елеусине, па су похапсили и побили све до једног становника. Трасибул у међувремену са својим одредом стиже до Пиреја. Тирани су окупили војску од 3000 хоплита, спартански гарнизон и коњанике. Војска тирана била је пет пута бројнија од устаничке. Битка се одиграла код Мунихија. Тирани су поново доживели пораз. У бици је убијен Критија. Екстремни олигарси побегоше у Елеусину, а умерени олигарси преузеше власт. Демократи су се учврстили у Пиреју. Метецима су обећали да ће у случају победе демократије њихова права бити изједначена са грађанским. Ово обећање привукло је многе метеке. Демократска групација показала се као најјача.

## Интервенција Спарте
И умерени и екстремни олигарси позваше у помоћ Спарту. Лисандар опколи Пиреј са копна и са мора. Међутим, заплашени превеликим јачањем утицаја Лисандара, ефори и краљ Паусанија лично се упутише на Атику. У Атини су демократи и умерени олигарси склопили споразум. Пошто ни једна страна није показивала вољу за наставак рата, а ни непријатељство према Лакедемоњанима, Паусанија предложи примирје под следећим условима:
- Обе стране престају са ратним операцијама

- Сви добијају натраг своју имовину (с изузетком тиранина и Једанаесторице и десеторице декарха Пиреја)

- Олигарси остају на власти у Елеусини, а сви који су вољни могу се преселити из Атине у Елеусину

- Проглашење амнестије за све злочине.

## Последице
Екстремни олигарси ипак нису могли да се помире са губитком власти. Због тога су се спремали за нови напад на Атину и у те сврхе унајмили најамничку војску. Међутим, елеусински стратези су побијени након чега се обични олигарси враћају у Атину. У њој је већ раније био успостављен демократски устав.